# Erophylla sezekorni
Erophylla sezekorni es una especie de murciélago de la familia Phyllostomidae. Es la única especie del género Erophylla. Es el único miembro del género monotípico Erophylla.

## Distribución geográfica
Se encuentra en Bahamas,  Islas Caimán, Cuba y Jamaica.